# Direttore operazioni spegnimento

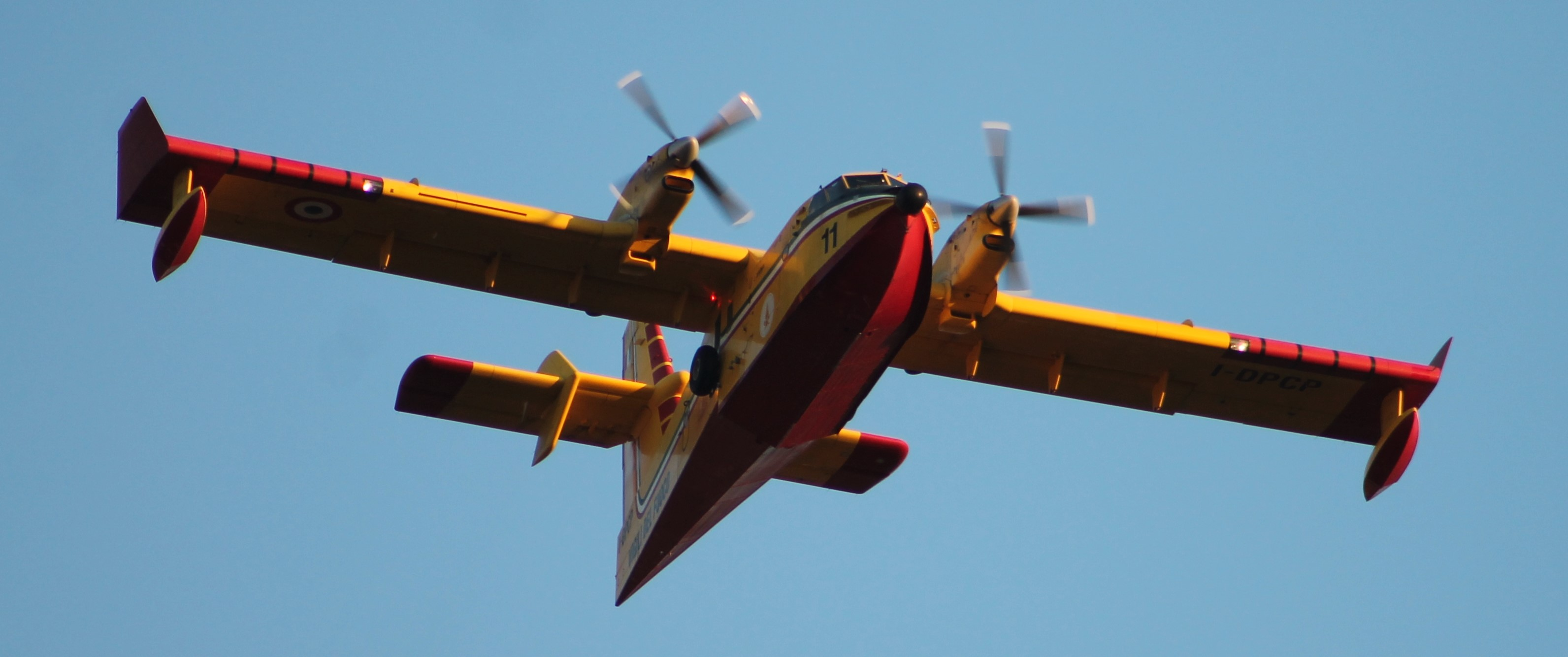
Un CL-415 del Corpo nazionale dei vigili del fuoco

Il direttore delle operazioni di spegnimento (in acronimo: DOS) è la figura in Italia che, in un incendio boschivo, dirige le operazioni di spegnimento avvalendosi delle forze a terra e dei mezzi aerei. Prima dello scioglimento del Corpo forestale dello Stato (CFS), in quasi tutte le regioni, la funzione di DOS era attribuita al personale del CFS o di enti equiparati competenti (Corpi regionali) mentre, nei casi di incendi di interfaccia o anche su incendi boschivi -quando operante qualche convenzione tra la regione ed il CNVVF-, al Corpo nazionale dei vigili del fuoco. 
In alcune regioni il DOS dirige tutte le fasi di un incendio boschivo, dallo spegnimento alla bonifica.

## Compiti
La funzione di DOS AIB può essere attribuita, previo corso di addestramento regionale, al personale tecnico e agli operai forestali inquadrati al 6º livello degli enti competenti, al personale tecnico dei comuni e dei parchi regionali e, in attuazione di atti convenzionali, al personale di organismi dello Stato.
La direzione delle operazioni di spegnimento spetta al DOS individuato dalla Regione, il DOS può essere del Corpo nazionale dei vigili del fuoco se è attiva una specifica convenzione tra la Regione e il Corpo.
Infine se l’incendio boschivo minaccia abitazioni, fabbricati, infrastrutture, strutture e l’incolumità delle persone, la direzione delle operazioni di spegnimento, limitatamente alle attività di difesa delle abitazioni, fabbricati, infrastrutture, strutture e delle vite umane, viene assunta, dal  Corpo nazionale dei vigili del fuoco; in questo scenario, il DOS (o responsabile AIB territorialmente competente) prosegue nella direzione delle operazioni di spegnimento dell’incendio boschivo, raccordandosi e coordinandosi con le attività poste in essere dal responsabile del Corpo nazionale dei vigili del fuoco (ROS).
L’ambito operativo di intervento dei DOS AIB è quindi esteso a tutto il territorio regionale, in funzione delle necessità operative con le seguenti figure:
- il DOS competente per zone che assume la denominazione di "responsabile DOS AIB" ed è operativo H24 per 365 giorni all’anno, in ambiti intercomunali concordati tra Regione e strutture interessate; questi effettua, su chiamata diretta della sala operativa ed in accordo con questa, la gestione della verifica delle segnalazioni; individua inoltre altri DOS a cui assegna la gestione di parti dell’incendio o di determinate operazioni (es. solo mezzi aerei oppure solo mezzi nazionali o altro), impartendo le necessarie disposizioni
- DOS locale operativo ovvero le figure tecniche in grado di integrare l’attività di DOS competente per zone, negli orari, periodi e territori comunali
- assistenti alla direzione delle operazioni e alla logistica dell’attività di spegnimento: in considerazione che spesso la direzione delle operazioni di spegnimento è attività complessa, per tipologia e caratteristiche degli eventi, qualora ne ricorra la necessità è possibile supportare l’attività del DOS AIB con tali figure operative di supporto

In particolare i compiti del responsabile DOS AIB prevedono:
- un’immediata verifica della situazione in atto, anche mediante una ricognizione dall’alto con l’elicottero (ove previsto);
- una prima valutazione sulla strategia da adottare per gli interventi di spegnimento, in collaborazione con il responsabile AIB dell’ente locale (o capo squadra o vigile del fuoco) e con il Centro operativo AIB;
- le disposizioni per una eventuale ricognizione dall’alto mediante l’utilizzo degli aerei ricognitori;
- le disposizioni per l’intervento delle squadre AIB di volontariato;
- le disposizioni per l’operatività dell’elicottero e per la richiesta al Centro operativo di eventuali altre disponibilità di mezzi, sia regionali che dello Stato;
- la direzione di tutte le operazioni di spegnimento degli incendi che avvengono mediante l’impiego dei mezzi aerei dello Stato;
- l'assicurazione un costante collegamento radio con il Centro operativo e, per il tramite del responsabile AIB dell’ente, con le squadre di volontariato impiegate;
- le disposizioni al personale presente sul luogo dell’incendio e dirige le operazioni di spegnimento dello stesso;
- assicura che tutte le operazioni si svolgano nelle condizioni di massima sicurezza possibile;
- la comunicazione al Centro operativo (appena possibile), anche per il tramite del responsabile AIB dell’ente o capo squadra, dei primi dati inerenti l’incendio, con particolare riferimento a: vegetazione interessata; superficie stimata del fronte dell’incendio; presenza o meno di vento; n. di elicotteri o mezzi aerei presenti; n. di volontari impiegati; eventuali criticità;
- la richiesta, se del caso, al Centro operativo, dell’impiego di altre squadre di volontariato AIB e/o di squadre AIB di secondo livello;
- la disposizione per la sospensione o la chiusura delle operazioni di spegnimento dell’incendio, assicurandosi che tutte le persone intervenute sull’incendio abbiano ricevuto e recepito dette disposizioni (soprattutto in considerazione del fatto che in alcune regioni sono vietati gli interventi diretti sulle fiamme nelle ore notturne);
- la comunicazione, a fine giornata, al Centro operativo del resoconto delle attività e le eventuali necessità per il giorno successivo.

Il DOS locale operativo individua, tra i responsabili di gruppo AIB, il logista AIB che, su sua disposizione, può svolgere i seguenti compiti:
- organizzazione rifornimenti idrici dei mezzi AIB e delle vasche mobili;
- organizzazione avvicendamento squadre (identificazione, tempistica, registrazione zona di impiego, turnazione);
- assistenza al DOS nei contatti radio-telefonici.

Qualora il DOS non possa essere attivato o in sua momentanea assenza, il Centro operativo individua un referente, con il compito di fornire le informazioni sull’andamento dell’evento e sulla necessità di eventuali supporti operativi e logistici, tra i responsabili di gruppo AIB o in loro assenza tra i caposquadra AIB presenti sull’evento.